# Ted Arcidi
Ted Arcidi fue un luchador profesional y potencista estadounidense nacido en Nashua, Nuevo Hampshire.
En 1982 Ted Arcidi se convirtió en el segundo hombre en levantar 300 kg en press de banca al levantar 303 kg, superando el récord anterior de Bill Kazmaier. A partir de este momento fue conocido como el "jefe del press de banca". Su récord mundial duro hasta 1990.
Su debut como luchador profesional fue en 1985 cuando comenzó a luchar para Vince McMahon en la WWE. Arcidi estuvo en esta federación hasta la vuelta de Ken Patera ya que McMahon no quería tener dos luchadores que se haga llamar "el hombre más fuerte del mundo".
A fines de los años 1980 Arcidi participó en el campeonato mundial de lucha en Dallas, Texas, donde era conocido como "Mr. 705" (su apodo hace referencia a la cantidad de libras levantadas en press de banca). Allí fue dirigido por Percy Pringle junto con otros luchadores conocidos como Dingo Warrior Rick Rude y Mick Foley .
En los años 1990 Arcidi fue el entrenador inicial del conocido Triple H y a Joanie Laurer, quien también fue entrenado por Wladek Kowalski.
Arcidi tiene actualmente un gimnasio para mujeres de talla grande en New Hampshire y tiene su propia compañía de suplementos deportivos llamada "Arcidi Strength Systems".
Ted Arcidi apareció en varios programas de televisión incluyendo el episodio cebo de Law & Order donde interpretó al personaje Land Lord.
- Datos: Q7692966